# Mendsaikhanii Enkhsaikhan
Mendsaikhany Enkhsaikhan (Мэндсайханы Энхсайхан ; né à Oulan-Bator en 1955) est Premier ministre de Mongolie du 7 juillet 1996 au 23 avril 1998 et le premier depuis 80 ans à ne pas appartenir au Parti révolutionnaire du peuple mongol.

## Biographie
Né en 1955 à Oulan-Bator, Mendsaikhanii Enkhsaikhan obtient un doctorat de sciences économiques  sciences de l'université de Kiev dans les années 1970.

### Début de carrière
De 1978 à 1988, il travaille comme économiste, chercheur et responsable de département au ministère des affaires étrangères de Mongolie puis, de 1988 à 1990 il devient expert ministère du commerce extérieur.
De 1990 à 1992 il est élu au Petit Khoural d'État (parlement) pour la première fois, sous les couleurs du Parti démocrate et préside une commission. De 1992 à 1993, il est élu au Grand Khoural d’État, pour le même parti. Il est également désigné président de l'Académie pour l'éducation politique en 1992.
De 1993 à 1996, il travaille comme directeur de cabinet du président Punsalmaagiyn Ochirbat.

### Premier ministre
Mendsaikhanii Enkhsaikhan devient Premier ministre le 7 juillet 1996 après que la coalition de l'Union démocratique mongole a gagné les élections. Il était directeur de campagne de l'Union alors que Tsakhiagiyn Elbegdorj la présidait.
Il devient le premier Premier ministre depuis 1920 à ne pas être membre du Parti révolutionnaire du peuple mongol, l'ancien parti unique. Il ouvre alors une période de réformes économiques agressives, avec notamment des privatisations, la libéralisation des prix, la fermeture de banques insolvables et l'élimination des taxes à l'importation.
Des tensions entre lui et d'autres dirigeants de la coalition le poussent à la démission en avril 1998, pour laisser la place à Tsakhiagiyn Elbegdorj.

### Après le poste de premier ministre
En 2005, Enkhsaikhan est candidat à l'élection présidentielle pour le compte du Parti démocrate. Nambaryn Enkhbayar, le candidat du Parti révolutionnaire du peuple mongol est élu dès le premier tour avec 53,4 % des voix tandis qu'Enkhsaikhan arrive second avec 20 % des voix.
En janvier 2006, Miyeegombyn Enkhbold du PRPM est nommé premier ministre et forme un gouvernement d'unité nationale avec des membres du Parti républicain mongol, du Parti mère patrie et trois anciens membres du PD dont Enkhsaikhan qui est nommé vice-premier ministre. Enkhsaikhan forme alors un nouveau parti, le Parti national démocratique mongol (en). Enkhsaikhan est président du parti de mai 2006 à mars 2007. Le gouvernement Enkhbold tombe en novembre 2007 et Enkhbold est remplacé par Sanjaagiin Bayar, lui aussi du PRPM. Enkhsaikhan conserve son poste de vice-premier ministre jusqu'octobre 2009,.
En 2012, Enkhsaikhan est ministre des Finances dans le gouvernement de Norovyn Altankhuyag (Parti démocrate), puis à partir de janvier 2015, il est ministre de la Mongolie dans le gouvernement de Chimed Saikhanbileg (Parti démocrate). À ce titre, il supervise la négociation autour de l'achat par des investisseurs sino-japonais de la plus grande mine de charbon du pays, la mine de Tavan Tolgoi. Le montant de la transaction est estimé à environ 4 milliards de dollars.
En avril 2017, Enkhsaikhan est nommé ambassadeur de Mongolie en Suède mais il est limogé en juillet de la même année après l'élection du nouveau président Khaltmaagiin Battulga,.